# Radek Šlouf
Radek Šlouf, né le 30 octobre 1994 à Pilsen, est un Kayakiste tchèque pratiquant la course en ligne dans les compétitions internationales séniors à partir de 2013.

## Carrière
Dans la compétition espoirs, Šlouf remporte une médaille d'argent en 2015 aux championnats du monde U23 qui se tenaient à Montemor-o-Velho avec l'argent sur K-4 1000m puis son premier titre champion du monde U23 l’anné suivante à Minsk en K-2 1000m avec Tomas Vesely.
Šlouf remporte sa première médaille sénior en 2017 aux Championnats du monde à Račice avec une médaille de bronze en kayak K-4 sur 500 mètres avec Havel, Štěrba et Špicar. Un an plus tard, l'équipage partiellement renouvelé avec l'arrivée de Zavřel et Dostál ne monte pas sur le podium des mondiaux à Montemor-o-Velho finissant à la huitième place.
Pour les championnats du monde suivants, il se tourne vers le K-2 avec comme coéquipier Josef Dostál mais la paire échoue au pied du podium du 1000 mètres. 
Aux Jeux Olympiques de 2020 à Tokyo, la paire Dostál/Šlouf concoure en kayak biplace sur 1000 mètres où ils franchissent la ligne en troisième position dans une finale remportée par les Australiens van der Westhuyzen et Green. En septembre 2021 aux championnats du monde de Copenhague, il retrouve la formation à quatre et ajoute une nouvelle médaille de bronze à son palmarès.

## Palmarès

### Jeux olympiques
- 2020 à Tokyo,  Japon
  -  Médaille de bronze en K-2 1 000 m

### Championnats du monde de canoë-kayak course en ligne
- 2017 à Račice,  République tchèque
  -  Médaille de bronze en K-4 500 m
- 2021 à Copenhague,  Danemark
  -  Médaille de bronze en K-4 500 m